# Abraham Harkavy
Abraham (Albert) Jakovlevitj Harkavy (hebraisk: אברהם אליהו בן יעקב הרכבי tr. Abraham Elias ben Jakob Harkavi; russisk: Авраа́м (Альбе́рт) Я́ковлевич Гарка́ви tr. Avraam (Albert) Jakovlevitj Garkavi ; født 27. oktober 1835 nær Minsk, død 15. marts 1919) var en russisk orientalist.
Harkavy studerede på rabbinerskolen i Vilna, derpå ved universitetet i Sankt Petersburg, hvor han en årrække var bibliotekar ved det kejserlige bibliotek, og hvor han særlig har gjort sig fortjent ved at undersøge, beskrive og delvis udgive samlingens semitiske håndskrifter, Studien und Mittheilungen aus der Sankt Petersburger kaiserlichen Bibliothek, bind I—V 1879—92). Han har også udgivet Altjüdische Denkmäler aus der Krim (1876), foruden mange skrifter og afhandlinger på fransk, og især på russisk, således Om muselmanske Forfatteres Efterretninger om Slaver og Russer (1870), Om Semiters, Indoeuropæers og Hamitters oprindelige Hjem (1872) med mere.